# Vratja vas
Vratja vas je jednou z 21 vesnic, které tvoří občinu Apače ve Slovinsku. Ve vesnici k 1. lednu 2016 žilo 83 obyvatel.

## Poloha, popis
Rozkládá se v Pomurském regionu na severovýchodě Slovinska. Její rozloha je 1,96 km² a rozkládá se v nadmořské výšce zhruba od 220 m na severu až do 375 m na jihu. Vesnicí protéká Mlinski potok.
Při severním okraji obec sousedí s Rakouskem, přičemž řeka Mura zde tvoří přirozenou hranici.
Vesnicí prochází silnice č. 438. Ves je vzdálena zhruba 9 km západně od Apače, střediska občiny. Sousedními vesnicemi jsou: Zgornje Konjišče a Podgorje na východě, Lokavec na jihu, Novi Vrh a Vratji Vrh na západě.